# 제피르
제피르{Zephyr}는 영국의 방위산업체 QinetiQ가 영국 국방부와 합작 투자로 개발하고 있는 태양전지로 비행하는 고고도 장시간 체공 무인기이다. 유명한 고고도 무인기로는 미국의 글로벌 호크가 있다. 세계적인 고고도 무인기인 글로벌 호크의 비행지속시간은 34시간이다. 제피르는 태양전지로 계속 충전하는 방식으로 최대 3개월 동안 비행할 수 있도록 개발하고 있다.
2대의 제피르가 2005년 12월, 미국 뉴멕시코주의 화이트 샌즈 미사일 레인지에서 26,000 피트 이상의 상공에서 6시간 동안 비행하는 데 성공했고, 2007년 8월 31일에는 화이트 샌즈 미사일 레인지에서 54시간 동안 비행하는 데 성공하였다.

## 다른 공중 정찰 수단과의 비교
정찰위성은 한 지역을 정찰하는데 12분 정도밖에 정찰하지 못한다. 글로벌 호크는 감시대상 지역에 근접 비행하여 34시간 동안 한 지역을 정찰할 수 있다. 대신 12 킬로미터 영해 안으로 들어가면 격추될 수 있다. 제피르는 태양전지로 계속 자체적인 연료를 생산하는 시스템으로, 상당히 장시간 동안 한 지역을 계속적으로 정찰할 수 있다.
제피르와 같은 태양전지형 고고도 장시간 체공 무인기보다 더 장시간으로 고고도에 체공하면서 한 지점을 정찰할 수 있는 수단으로는, 한국이 개발하다 중단한 성층권 비행선이 있다. 성층권 비행선은 한 지점을 10년간 지속적으로 정찰할 수 있다. 한국은 10년간 체공할 수 있는 고고도 무인 정찰기 개발사업인 성층권 비행선 사업을 경제성이 없다는 이유로 사실상 중단하였다. 원래 2007년까지 개발완료할 예정이었다.

### 지속 정찰 시간
한 지점, 즉 예를 들면, 청와대라는 한 지역을 중단하지 않고 지속적으로 정찰하여 동영상을 제공할 수 있는 시간은 대략 다음과 같다:
- 정찰위성: 2분 아리랑 2호 참조.
  - 정찰위성 1기는 주로 정지영상 획득 용도로 쓴다.
- F-16 정찰기: 2시간(?) EO-X 사업 참조.
  - 전투기 정찰의 경우도 주로 정지영상 또는 짧은 시간의 녹화 동영상 획득 용도로 쓴다.
- 금강정찰기: 5시간
- MQ-1 프레데터: 24시간
- RQ-4 글로벌 호크: 34시간
- 제피르: 3개월
- 성층권 비행선: 10년

## 제원
- 유형: 초경량 태양전지형 HALE UAV
- 날개폭: 16 미터 이하
- 중량: 30 kg 미만
- 연료: 태양전지판과 충전지
- 비행고도: 50,000 feet 이상. 30 km 이상.
- 비행시간: 최대 3개월

## 같이 보기
- KARI EAV-3